# Miroslav Leicht
Miroslav Leicht, také přezdívaný „Míša“ (* 2. dubna 1962 Plzeň) je český hudebník, moderátor a hudební dramaturg, vedoucí bluegrassové hudební skupiny Cop.

## Život
Vyučil se ve Škodovce, v začátcích hudební kariéry pracoval i jako řidič i kulisák. V roce 1978 se stal jako kytarista členem bluegrassové kapely Cop, která pak v roce 1979 získala ocenění na festivalu Porta. Po emigraci ostatních členů kapely převzal v roce 1986 vedení a sestavil novou skupinu se stejným názvem. V současné době[kdy?] kromě koncertů s kapelou i moderuje, věnuje se hudební dramaturgii na festivalech a má vlastní pořad v rádiu Samson. Kromě skupiny COP hrál se skupinou Forehand, kterou také vedl.
Jeho dcera Kristýna Leichtová je česká herečka.
Se synem Bertem často vystupuje na koncertech.

## Diskografie
CD Je to dobrý... nebe je modrý vydal Jiří Mašek, Good Day Records Praha v červenci 2006, obsahuje dvanáct autorských skladeb
- 1. Lump
- 2. Dost času
- 3. Je to dobrý
- 4. Nástrahy
- 5. Bonnie a Bert
- 6. Prachy
- 7. V běhu
- 8. Modrý chlapi
- 9. Pražce
- 10. Svědomí
- 11. Zbejvá
- 12. Nalejvej